# Rheomys thomasi
Rheomys thomasi is een zoogdier uit de familie van de Cricetidae. De wetenschappelijke naam van de soort werd voor het eerst geldig gepubliceerd door Dickey in 1928.